# Leon Max Lederman

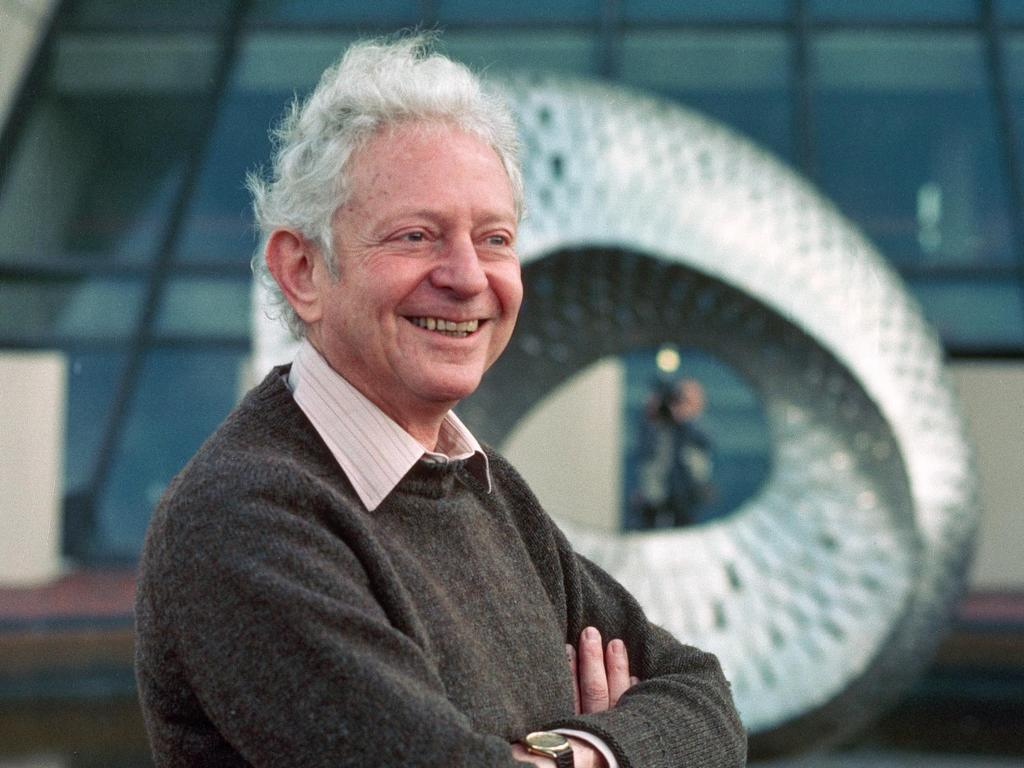
Leon M. Lederman (2007)

Leon Max Lederman (* 15. Juli 1922 in New York City, New York; † 3. Oktober 2018 in Rexburg, Idaho) war ein US-amerikanischer Physiker und Nobelpreisträger für Physik.

## Leben
Leon M. Lederman studierte Chemie am City College of New York (Bachelor 1943) und an der Columbia University, wo er nach dem Wehrdienst 1943 bis 1946 als Offizier im US Army Signal Corps 1948 seinen Masterabschluss machte und 1951 promovierte. Ab 1952 war er dort Assistant Professor und ab 1958 Professor für Physik. 1972 bis 1979 war er Eugene Higgins Professor of Physics an der Columbia University. 1961 bis 1979 war er dort Direktor der Nevis Laboratories. 1979 wurde er zum Direktor des Fermilab ernannt und leitete es bis 1989. Danach war er Frank L. Sulzberger Professor of Physics an der University of Chicago und ab 1992 Pritzker Professor of Physics am Illinois Institute of Technology.
Lederman erhielt 1988 zusammen mit Melvin Schwartz und Jack Steinberger den Nobelpreis für Physik „für die Neutrinostrahlmethode und den Nachweis der Doublettstruktur der Leptonen durch die Entdeckung des Myon-Neutrinos“. Innerhalb dieser experimentellen Untersuchungen gelang es ihnen zu zeigen, dass es unterschiedliche Arten von Neutrinos gibt. Neben dem bereits bekannten Elektron-Neutrino entdeckten sie 1962 im amerikanischen Brookhaven National Laboratory das Myon-Neutrino und bestätigten damit ein grundlegendes Postulat der Leptonen-Theorie.
Mit der Entdeckung des Bottom-Quark 1977 am Fermi National Accelerator Laboratory in Batavia, Illinois setzte Lederman einen weiteren Meilenstein in der Physik der Elementarteilchen.
1957 war er mit Richard Garwin und Marcel Weinrich an einem der grundlegenden Experimente zur Entdeckung der Paritätsverletzung in der schwachen Wechselwirkung beteiligt.
1958 absolvierte Lederman sein erstes Sabbatical am CERN (der Europäischen Organisation für Kernforschung), wo er ein Team zur Durchführung des g-2-Experiments zusammenstellte. Dieses CERN-Programm sollte etwa 19 Jahre dauern und viele CERN-Physiker (Picasso, Farley, Charpak, Johannes Sens, Zichichi usw.) einbeziehen. Es leitete auch einige Teamarbeiten in der CERN-Forschung ein, die bis in die Mitte der 1970er Jahre andauerten.
1992 war er Präsident der American Association for the Advancement of Science. Seit 1965 war er Mitglied der National Academy of Sciences, seit 1970 der American Academy of Arts and Sciences und seit 1989 der American Philosophical Society. 2003 wurde er als auswärtiges Mitglied in die Russische Akademie der Wissenschaften aufgenommen.
Mit seinem Buch The God particle. If the universe is the answer, what is the question? prägte er den Begriff des „Gottesteilchens“ für das Higgs-Boson. Ursprünglich verwendete er dafür den Ausdruck goddamn particle, also „gottverdammtes Teilchen“, weil sich dieses bisher nicht nachweisen ließ und den Physikern Kopfzerbrechen bereitete. Erst in der Redaktion des Buches wurde der Begriff auf God particle verkürzt und führte so zu der missverständlichen Annahme, dass diese Bezeichnung darauf anspiele, dass ein Nachweis des Higgs-Bosons einem Beweis für die Existenz des Higgs-Feldes gleichkommt, das eine theoretische Erklärung für die Massen der Elementarteilchen liefern kann.
Ab 2011 setzte bei ihm Demenz ein und er zog mit seiner Frau Ellen nach Driggs, Idaho. 2015 versteigerte er seine Nobelpreis-Medaille für 765.000 US-Dollar, um Behandlungs- und Pflegekosten bezahlen zu können. Am 3. Oktober 2018 starb Lederman in einem Pflegeheim in Rexburg, Idaho.

## Auszeichnungen
- 1965 National Medal of Science
- 1982 Wolf-Preis in Physik
- 1988 Nobelpreis für Physik
- 1992 Enrico-Fermi-Preis
- 1995 Ordem Nacional do Mérito Científico[7]
- 2012 Vannevar Bush Award

## Schriften
- Mit Dick Teresi: The God Particle. If the Universe Is the Answer, What Is the Question? Houghton Mifflin, Boston 1993, 2006 (deutsch: Das schöpferische Teilchen. Der Grundbaustein des Universums. Übersetzt von Friedrich Griese. Bertelsmann, München 1993, ISBN 3-570-12037-6).
- Mit Christopher Hill: Symmetry and the beautiful universe. Prometheus Books, 2004.
- Mit David Schramm: From quarks to the cosmos. Tools of discovery. Freeman, 1989 (deutsch: Vom Quark zum Kosmos. Spektrum der Wissenschaft, Heidelberg 1990, ISBN 978-3-89330-812-5).
- The discovery of the bottom quark, upsilon and b-meson. In: Hoddeson, Brown, Riordan, Dresden (Hrsg.): The rise of the standard model. Cambridge University Press, 1997, S. 101–113.